# Northfield (Kentucky)
Northfield és una població dels Estats Units a l'estat de Kentucky. Segons el cens del 2000 tenia 970 habitants.

## Demografia
Segons el cens del 2000, Northfield tenia 970 habitants, 367 habitatges, i 252 famílies. La densitat de població era de 851,2 habitants/km².
Dels 367 habitatges en un 27,2% hi vivien nens de menys de 18 anys, en un 62,4% hi vivien parelles casades, en un 5,2% dones solteres, i en un 31,3% no eren unitats familiars. En el 27% dels habitatges hi vivien persones soles el 9,8% de les quals corresponia a persones de 65 anys o més que vivien soles. El nombre mitjà de persones vivint en cada habitatge era de 2,32 i el nombre mitjà de persones que vivien en cada família era de 2,85.
Per edats la població es repartia de la següent manera: un 19,8% tenia menys de 18 anys, un 3,9% entre 18 i 24, un 22,1% entre 25 i 44, un 26,3% de 45 a 60 i un 27,9% 65 anys o més.
L'edat mediana era de 49 anys. Per cada 100 dones de 18 o més anys hi havia 82,6 homes.
La renda mediana per habitatge era de 83.752 $ i la renda mediana per família de 105.620 $. Els homes tenien una renda mediana de 82.403 $ mentre que les dones 40.000 $. La renda per capita de la població era de 41.490 $. Cap de les famílies i l'1,5% de la població estaven per davall del llindar de pobresa.

## Poblacions més properes
El següent diagrama mostra les poblacions més properes.